# Интерактивная телевикторина

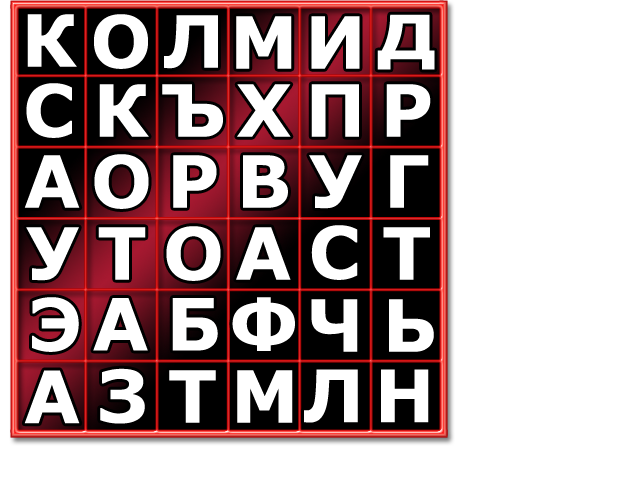
Пример задания из российской викторины

Интерактивная телевикторина — разновидность телевизионного шоу, представляющая собой викторину, участвовать в которой могут те, кто дозванивается по телефону. Участникам предлагается решить простую задачу (арифметический пример, составление слова из букв, соединение предметов) и т.д. в обмен на выигрыш денежного приза: для решения необходимо дозвониться в прямой эфир и назвать правильный ответ. Подобные телевикторины схожи с различными радиошоу, в которых в прямом эфире разыгрываются призы. В процессе игры размер приза возрастает, если никто на протяжении долгого периода времени не ответил верно.
Оборотной стороной подобных телевикторин являются сложная и непонятная система отбора, сопряжённая с большой стоимостью звонка за минуту (это основной источник доходов телеканала, транслирующего данное шоу), многократные случаи отказа звонящим в участии и возможное сокрытие условий участия и даже факта показа эфира в записи. В некоторых случаях подробные правила викторины не отображаются в специальных информационных блоках во время трансляции либо отражаются мелким шрифтом. Вследствие этого многие расценивают создание подобных передач как случаи телефонного или мобильного мошенничества, хотя юридически никаких нарушений законов со стороны викторины не фиксируется. Формально такие телевикторины нельзя называть и азартными играми.
В англоязычном мире каналы и блоки передач с подобными телевикторинами называют викторинными каналами (англ. quiz channel) или интерактивными телеканалами (англ. participation television channel), поскольку телевикторины составляют если не всю, то большую часть телевизионного эфира. Собственно шоу, где участники должны звонить в эфир, называются телефонными викторинами (англ. phone-in quiz) или IVR-викторинами (Interactive Voice Response). В русском языке подобные викторины называются терминами лохотрон (по аналогии с мошенническими лотереями) или лохоугадайка.

## Краткая история
1 сентября 2001 года первая подобная игра в привычном виде появилась на немецком телеканале 9Live и проходила вечером и по ночам. В Великобритании первое подобное шоу под названием Quiz TV выходило в 2004—2006 годах, а наибольшую выгоду из этого извлекли телекомпании ITV и Channel Four Television Corporation, запустившие круглосуточные каналы ITV Play и Quiz Call с помощью производителя Ostrich Media. Аналогичные телеканалы появились на спутниковом телевидении, при этом не стесняясь копировать друг у друга оформление. Большая часть подобных телевикторин выходит ночью, когда прекращают вещание малые телеканалы, уступая свою частоту телевикторинам в обмен на определённую долю от прибыли. В Португалии число подобных телевикторин является достаточно большим: на телеканалах государственной телерадиокомпании Rádio e Televisão de Portugal подобные шоу выходят по ночам в тех же студиях, где днём выходят ток-шоу в музыкальном жанре Pimba, не скрывающие при этом прямую рекламу с предложением поучаствовать в викторинах. Позже подобные передачи перекочевали на телеканалы разных стран Европы, в том числе Польши, Венгрии, Нидерландов, Италии, Хорватии, а также Израиля.
Интерактивные телевикторины появились в России в середине 2000-х годов, выходя два раза в ночь (один двухчасовой эфир и один одночасовой ближе к утру) на региональных, а также на общероссийских центральных и дециметровых каналах: Муз-ТВ, «MTV Россия» («Лови удачу», «Поймай удачу!»), «РЕН ТВ» («Деньги по вызову»), ДТВ («Удачное утро», «Ночной клуб» и др.), 7ТВ («Спортмания», «Ночной выигрыш», «Планета экстрима», «Алло, Гавайи!»), ТНТ («Время удачи», «Деньги на проводе», «Ночные игры» и пр.), «ТВ Центр» («Алло, ТВ!»), ТВ-3 («Киномания», «Культ наличности» и пр.). Большая часть таких викторин были организованы компанией ООО «Дунайский ТВ Продакшн»; подробности о правилах каждой викторины в рамках каждого телешоу не оглашались до её выхода в эфир. В большинстве телевикторин ведущими были Александра Павлова, Ольга Козина, Маргарита Даниелова, а также Лилия Ветлицкая, работавшие на «MTV Россия» и Муз-ТВ. Передачи на канале 7ТВ вели участники проекта «Дом-2» Роман Третьяков и Алла Борисевич. Аналогом подобных передач были передачи в прямом эфире с приглашённым «ясновидящим», где предлагалось также позвонить зрителю и поговорить с гостем в студии. В России в настоящее время они выходят на кабельных и спутниковых каналах, однако организаторы передач находятся на стадии реорганизации или банкротства.
По некоторым подсчётам, в Великобритании прибыль от всех интерактивных телефонных викторин составляла около 50 миллионов фунтов стерлингов для каждой вещательной корпорации, что было выходом из трудной ситуации, когда доходы от рекламы проверялись многократно. Со временем в Великобритании звонившие игроки стали чаще и чаще обвинять организаторов передач в мошенничестве и отсутствии прозрачности и справедливости при распределении выигрышей, что стало серьёзным ударом по репутации подобных передач, поскольку были заведены реальные дела. Каналам пришлось исключить почти все подобные программы из эфирной сетки, оставив в эфирах либо иные азартные игры (рулетка, британский вариант бинго и иные казино), либо создав «каналы для взрослых» с моделями. Тем не менее, подобные передачи остались в эфире множества других стран.

## Структура
В 2016 году в одном из блогов Живого журнала появился рассказ от имени гражданина России, посвящённый структуре интерактивных телевикторин на российском телевидении. Автор утверждал, что работал «оператором графстанции» или «ассистентом выпускающего редактора», отвечая за компьютерную графику на экране с отображением информации об игре. Он рассказывал, что викторина была основана на IVR-технологии и имела очень жёсткие правила и невыгодные для звонивших условия. Шансы выиграть приз были ничтожно малыми, о чём в весьма завуалированной форме говорилось на экране. Большую часть условий викторины организаторы не оглашали, а ведущая всячески призывала зрителей звонить, не комментируя последствия в случае, если дозвонившийся не попадёт в эфир.
Викторина была основана на IVR-технологии — автоматизированной обработке телефонных звонков с использованием автоответчика, которая использовалась в call-центрах. В викторине были только два сообщения: либо отказ в допуске к участию, либо согласие. Несколько номеров, которые были допущены, запоминались, и один из них выбирался для допуска в прямой эфир. Всю информацию о шоу (в том числе о статистике звонков в минуту) при себе держал редактор. Стоимость минуты разговора составляла от 60 до 80 рублей, а в среднем фиксировалось около 500 звонков в минуту. По условиям, указанным внизу экрана в специальном текстовом поле, к участию в самой викторине допускалось очень мало людей (например, каждый 50-й), а из них ещё меньшее число допускалось к выходу в прямой эфир. Там же указывались стоимость звонка и адрес викторины в виде официального сайта, а также предупреждение о том, что только лица от 18 лет могут бороться за приз (даже если бы дозвонившийся несовершеннолетний дал верный ответ, по правилам, он не имел права получать выигрыш). Иногда система была рассчитана так, чтобы зрителю автоответчик сообщал о невозможности выйти в эфир и предлагал либо попробовать ещё раз позвонить, либо подождать. Во втором случае звонивший оставался на линии, а плата за минуты разговора снималась до тех пор, пока звонивший не бросал трубку. В среднем за двухчасовой эфир прибыль составляла около 3 миллионов рублей, делившаяся между операторами связи, службой обработки сообщений на короткие номера, телеканалом и организатором телевикторины.
В студии устанавливались некие таймеры наподобие тех, что использовались на скандинавских аукционах: в разные моменты на них указывались разные отметки времени (2 минуты, 1 минута, 10 секунд), которые якобы сигнализировали время до окончания текущего розыгрыша приза, хотя в действительности никакого отношения к викторине не имели. Типичным заданием викторины было составление определённого слова из имеющихся букв (в том числе слова конкретной длины) или решение арифметического примера. Ведущая постоянно призывала зрителей звонить в эфир, стимулируя заведомо ложными предупреждениями о том, что время на решение задачи истекает или же кто-то другой может дозвониться (подобные возгласы составляли большую часть эфирного времени), активно жестикулируя, громко говоря и перемещаясь по студии. Для повышения градуса напряжённости несколько подставных участников (как правило, члены съёмочной группы или редакторской группы) «звонили» в эфир и называли заведомо неверный и абсурдный вариант ответа: приводя зрителей в недоумение, они стимулировали тем самым зрителей звонить большее число раз, хотя сама ведущая, изображая искреннее удивление, прекрасно знала характер звонка. Имели место случаи, когда одни и те же подставные лица повторно называли неверный ответ. Если же звонков почти не было, то ведущая вынуждена была прекращать эфир, а иногда досрочно выбирать победителя. 
Если настоящий победитель и определялся (так как могли иметь место «фальшивые» победители, чьи голоса совпадали со звонившими раньше), то только в конце передачи — чаще всего к тому моменту число звонков превышало определённую цифру и уже приносило конкретную прибыль программе. Телефонистка по указанию редактора искала победителя, выбирая одного из тех, чьи номера были запомнены IVR-системой (то есть тех, кто «дозвонился» и получил право играть), и выводила его в эфир. Верно ответивший получал гарантированный приз в размере 3 до 10 тысяч рублей — сумма возрастала пропорционально числу позвонивших. В некоторых случаях победителю предлагали сыграть в супер-игру для получения дополнительного приза (например, найти на клеточном поле 4x4 три клетки с определёнными символами). Оператор видел выигрышные клетки и мог их изменить в любой момент, а его задачей было недопущение победы участника. Однако несколько раз в год компания-производитель передачи давала руководство съёмочной группе не чинить препятствий победителю ни в самой передаче, ни в супер-игре. По условиям, звонивший после завершения розыгрыша продолжал разговор с организатором о получении приза, а сама викторина на этом заканчивалась. В IVR-викторине при звонке стоимостью 80 рублей, розыгрыше 10000 тысяч рублей и 5 тысячах участников организаторы получали прибыль, сопоставимую с 4875 ставками в рулетке размером 80 рублей (победителю доставался приз, эквивалентный 125 ставкам). Размер этой прибыли был намного больше той, которую мог получить хозяин казино в любой игре.

## Ситуация по странам

### Великобритания
Большая часть скандалов, связанных с подобными шоу, происходила в Великобритании, где стали закрываться первые подобные телепередачи. На телеканалы поступали гневные звонки и сообщения, связанные с жалобами по поводу того, что используются платные телефонные номера, предлагаются «нерешаемые» задачи и применяются прочие жульнические приёмы, связанные с наживанием на звонках. Иногда попросту зрители не понимали, каким образом удавалось дозвониться и дать правильный ответ; некоторые люди, работавшие в индустрии развлекательных программ, также ставили под вопрос адекватность заданий в программах. В некоторых передачах наподобие Quizmania задания были вполне очевидны и просты с указанием призов за верные ответы, но там опять же было очень мало победителей. Давая показанию Специальному комитету по вопросам культуры, СМИ и спорта Великобритании, представители телеканала ITV утверждали, что шансы дозвониться и получить право выйти в эфир составляют 1:8500 в пиковое время и 1:400 на всех передачах в среднем, что комитет счёл сфальсифицированным и потребовал от руководства большей прозрачности в информации. Руководство телеканала ITV назвало подобные меры невозможными в плане реализации.
По данным газеты Daily Mail, в Ofcom (Министерство связи Великобритании) 15% поступивших жалоб были связаны с подобными телепередачами, и подобные программы осуждал даже премьер-министр Гордон Браун, обвиняя их в «эксплуатации бедных». Ofcom предложил переклассифицировать подобные интерактивные шоу как телемагазины, чтобы у потребителей были шансы защитить свои права в случае мошенничества. По данным газеты The Times, в 2005 году поступило 450 таких жалоб и при сохранении тенденций их число должно было вырасти до 800 к 2007 году.

#### Слушания в Специальном комитете по вопросам культуры, СМИ и спорта Великобритании
28 ноября 2006 года всепартийный Специальный комитет по вопросам культуры, СМИ и спорта Великобритании провёл слушания по деятельности интерактивных телевикторин в стране. Министр Шон Вудворд объявил, что пока обе стороны не сообщат свои точки зрения, никаких решений против производителей телепередач не будет. Комиссия по азартным играм заявила, что изучит позицию телекомпании British Sky Broadcasting, рассматривающей интерактивные телевикторины как азартные игры — представитель телекомпании Ник Раст призвал признать телевикторины таковыми и ввести какие-то акты, регулирующие деятельность подобных игр. Перед комитетом выступали представители Ofcom, Бюро гражданских консультаций, исполнительные директора телекомпаний и отдельные персоналии.
Среди рассмотренных вопросов фигурировала цена звонков вне зависимости от того, попал ли игрок в эфир или нет. Директор потребительского отдела ITV Джефф Хенри отмечал, что из 400 игроков только один может побороться за приз викторины The Mint, однако отказался оглашать детали подобной статистики, заявив, что они придутся не к месту и в отношении телекомпании поступят обвинения во лжи. Другим объектом изучения стали ответы на заявленные в передачах вопросы на задания: примерами были передачи Quizmania на ITV Play, где среди предметов женской сумочки (handbag) фигурировали такие вещи, как Rawplugs (дюбели) и balaclava (балаклава), а также программа Quiz Call, где на протяжении 40 минут звонившим отказывали в праве выйти в эфир. Членам комитета сообщали, что хотя зрителей всячески мотивировали звонить, им не сообщали о том, что пройти может только каждый 200-й дозвонившийся (шансы на успех 0,5%). В эфире программы You and Yours BBC Radio 4 Шари Валь (англ. Shari Vahl) сказал, что одна женщина потратила 1500 фунтов стерлингов на звонки и предположила, что в эфир поступают около 200 звонков минуту, вследствие чего дозвониться в эфир вообще бывает невозможным. В свою защиту выступили продюсеры и члены съёмочных групп телеигр, заявив, что только небольшое число жителей «помешано» на звонках в прямой эфир.
25 января 2007 года специальный комитет опубликовал отчёт об интерактивных телевикторинах, призвав их признать азартными играми, а не играми на ловкость. В самом отчёте было несколько рекомендаций о том, как регулировать подобную индустрию: в том числе больше прозрачности для зрителей по поводу шансов дозвониться в студию (указывать их на графических элементах на экране). Вопросы и задания должны проверяться независимой третьей стороной перед выходом в эфир викторины с ними.

#### BIG Game TV!
В связь с выпуском в мае 2006 года радиошоу You and Yours в эфире радиостанции BBC Radio 4 одна такая телевикторина (интерактивный телеканал) BIG Game TV! стала объектом расследования полиции Лондонского Сити. Полиция стала проявлять подозрительный интерес к высказыванию о том, что операторы звонков получили указания не принимать звонки на протяжении большей части программы при темпе звонков от 150 до 200 в минуту и стоимости 75 пенсов за минуту разговора. 7 июня 2006 года телекомпания NTL Ireland немедленно исключила телевикторину из своей сетки вещания. Хотя полиция не нашла ничего подозрительного и не стала предъявлять претензии к викторине, её репутация была разрушена настолько, что в начале 2007 года программа попросту прекратила своё существование.

#### Перенос программ на платформу Sky Digital
Телекомпания British Sky Broadcasting предприняла попытку решить проблему интерактивных телевикторин, перенеся номера тематических каналов с этими играми на платформу Sky Digital в раздел 840 «Игры и встречи» (англ. Gaming and Dating), такому же примеру последовали иные развлекательные каналы. Хотя и ранее подобное программирование сетки вещания применялось Sky (например, Sky Quiz Live на Sky One Mix, в итоге от новой инициативы Sky отказалось, опасаясь за репутацию компании.

#### Телевизионная комиссия по участию в азартных играх
По закону, проводить лотереи в Великобритании могли только благотворительные организации и компания Camelot Group, проводящая Британскую национальную лотерею. Газеты, журналы и телепередачи могли проводить розыгрыши призов только в играх на ловкость и знания. В августе 2006 года Комиссия по азартным играм Великобритании начала консультацию по поводу интерактивных телевикторин, чтобы разграничить соревнования за призы, лотереи и прочие жеребьёвки, опережая Акт об азартных играх 2005 года, вступивший в силу в сентябре 2007 года. По закону, в случае, если бы подобные телевикторины признали лотереями, а не играми на ловкость, их обязали бы выделять одну пятую часть общей прибыли на благотворительные цели. Комиссия по азартным играм получала бы полномочия преследовать вещателей по закону в случае организации незаконных лотерей: закон же уточнял подробности того, что подразумевается под подобными мероприятиями. Вещатели осудили предложения Комиссии, заявив, что интерактивные каналы лотереями не являются и что участие в них бесплатное.

#### ICSTIS
10 октября 2006 года Управление платными телефонными услугами (ICSTIS), главный регулирующий орган Великобритании в сфере платных телефонных услуг, начало расследование по факту незаконной деятельности интерактивных телевикторин и каналов, на которых они выходили. По словам ICSTIS, 10% от всех обращений в адрес организации были связаны с подобными телевикторинами: с сентября по ноябрь 2005 года в адрес организации жаловались разные люди, утверждая, что викторины буквально вытягивают из них деньги, пока люди пытаются дозвониться и поучаствовать в шоу. Управление заинтересовалось, какова реальная стоимость звонков, каковы шансы на выигрыш денежного приза и почему игрокам не сообщается о том, что деньги будут с них сняты вне зависимости от звонка. 9 марта 2007 года после череды объявлений о технических проблемах и скандалах на платных телефонных линиях Управление предупредило все телекомпании Великобритании о том, что если будет зафиксирован хоть один инцидент проведения незаконной телеигры без соответствующей лицензии, в отношении её организаторов будет возбуждено уголовное дело.

#### ITV Play
Передачи наподобие Quizmania и The Mint подверглись разгромной критике разными людьми. Имевшие большой опыт работы сотрудники развлекательной индустрии поставили под сомнения сложность и решаемость задач в программе: в некоторых передачах выпускались кроссворды, где легко можно было дать ответы с возможностью заработать деньги, но призы доставались только считанным людям, что позволяло расценивать подобные конкурсы как игры на удачу, а не на ловкость и интеллект. В интервью Daily Mail руководство телеканала ITV созналось, что зарабатывает на тех, кто звонил, но не попал в эфир: ожидаемый доход от подобных игр составлял 20 миллионов фунтов стерлингов. Вследствие этого Комиссия по азартным играм Великобритании обвинила ITV в незаконном проведении азартных игр, а Казначейство Её Величества начало проверку по факту телефонных викторин. Внимание на подобные проблемы обратил и Ofcom. Тем не менее, Quizmania всё же стало первым интерактивным шоу, которое показывалось на аналоговом наземном телевидении.

#### Quiz Call
24 сентября 2006 года в газете The Sunday Times появились сообщения о викторине Quiz Call, авторы которой заявили, что установили цену на звонки по 75 пенсов за минуту и брали деньги даже с тех, кто в прямой эфир не попал, чтобы не дать обычным людям заработать; за победителей выдавались сотрудники телевикторины. Это привело к тому, что британский 4 канал исключил программу из эфира, поскольку та подрывала своими заявлениями репутацию канала. Помимо этого, выяснилось, что Quiz Call ввёл ограничение на число звонков в день для участников — не более 100 для участника любого шоу ITV (изначально их было 150, Ostrich Media установил лимит в 140 звонков). Заявленная цель подобных действий — борьба против игромании. 28 ноября 2006 года Комитет по вопросам культуры, СМИ и спорта и представители Quiz Call сделали заявление, согласно которому, сотрудничество продюсера, компании Ostrich Media и шоу Quiz Call было прекращено. Крупным вещателям было предложено создать телефонную горячую линию Call Care для жалоб на недобросовестные игровые передачи.

#### Скандалы 2007 года
В 2007 году прокатилась волна скандалов, связанных с телефонными линиями телепередач (в том числе интерактивных викторин на тематических каналах) и попыткой со стороны вещателей обмануть зрителей. В адрес шоу Richard & Judy на 4 канале предъявили обвинения в рекламе, приглашавшей принять участие в выпуске викторины You Say We Pay уже после того, как в реальном выпуске был выбран победитель и сам выпуск показали в записи. В итоге викторину немедленно закрыли. Аналогичные обвинения звучали в адрес программы Channel 4 Racing, предлагавшей принять участие в «прямом эфире» передачи, который сам уже прошёл, а в итоге показали выпуск передачи в записи.
5 марта 2007 года решением телекомпании ITV были закрыты абсолютно все интерактивные телевикторины (в том числе на развлекательном канале ITV Play). Независимый аудитор Deloitte провёл исследования на законность и справедливость сбора средств от звонков по телефонным линиям в танцевальном шоу Dancing on Ice и музыкальном шоу The X Factor. Канал ITV Play был отключён на время работы аудитора, однако спустя несколько дней был снова запущен в полночь и проработал 4 часа. 13 марта 2007 года телекомпания ITV объявила о полном прекращении работы ITV Play. Примеру ITV последовал 5 канал, который закрыл программу BrainTeaser после того, как в передаче был объявлен фальшивый, несуществующий победитель; за фальсификацию канал оштрафовали на 300 тысяч фунтов стерлингов решением Ofcom (крупнейший в истории британского ТВ штраф).
Позже эти скандалы коснулись и британского государственного телерадиовещателя BBC: первой под огонь критики попала программа Saturday Kitchen на BBC One, поскольку в её эфире звучали предложения зрителям звонить на телепередачу, выпуск которой выходил в записи. 14 марта 2007 года в детской передаче Blue Peter выяснилось, что одна из девушек, находившихся в студии, была представлена якобы как участница телевикторины, которая дозвонилась и выиграла приз; в реальности же победитель оказался фальшивым, а 14 тысяч звонков так и остались бесполезными. 14 марта 2007 года ведущая шоу Конни Хак принесла извинения за то, что подвела зрителей; средства от звонков не были перечислены ни на какие счета BBC.
20 марта 2007 года расследование по факту голосов в финале шоу Dancing on Ice, показанном 17 марта на ITV, установило, что 11500 звонков не были обработаны и голоса с них не были засчитаны, поскольку их не принимал до утра понедельника оператор Vodafone. 23 апреля 2007 года в эфире информационно-аналитической программы «Panorama» прозвучало заявление о том, что люди, дозванивавшиеся в различные игры канала GMTV на ITV, стали жертвами мошенников и потеряли миллионы фунтов стерлингов, поскольку оператор системы обработки звонков Opera Interactive Technology определил победителя до закрытия телефонных линий. GMTV пришлось прекратить подобные викторины, однако ни канал, ни оператор своей вины в нарушении каких-либо правил не признали. Итогом стало решение BBC от 18 июля 2007 года о полном запрете на проведение любых интерактивных викторин, в том числе связанных с благотворительными фондами «Comic Relief» и «Children in Need».
26 июля 2007 года британские таблоиды продолжили тему скандальных разоблачений, заявив, что в 2005 году во время прямого эфира на ITV церемонии вручения British Comedy Awards была зафиксирована очередная накрутка звонков. Согласно газете The Sun, зрителям предлагалось позвонить по номеру для выбора победителя: в 22:30 пошёл выпуск новостей, но зрители продолжали дозваниваться, полагая, что церемония всё ещё в эфире. Журналисты утверждали, что последние полчаса были показаны в записи, поэтому звонки не учитывались, а деньги с баланса пользователей снимались.

### Германия и немецкоязычные каналы
| 2000   | 2001   | 2002  | 2003   | 2004               | 2005               | 2006                        | 2007                        | 2008                        | 2009               | 2010               | 2011               | 2012                     | 2013                     | 2014                     | 2015                     | 2016                     | 2017                     | 2018                     | 2019                   | 2020                   | 2021                   |                        |                        |                        |                        |  |  |  |  |  |  |  |  |  |
| RTL II | RTL II |       |        | RTL                |                    |                             | Super RTL                   | Super RTL                   | Super RTL          | Super RTL          |                    |                          |                          |                          |                          |                          |                          |                          |                        |                        |                        |                        |                        |                        |                        |  |  |  |  |  |  |  |  |  |
|        | 9Live  | 9Live | 9Live  | 9Live              | 9Live              | 9Live                       | 9Live                       | 9Live                       | 9Live              | 9Live              | 9Live              |                          |                          |                          |                          |                          |                          |                          |                        |                        |                        |                        |                        |                        |                        |  |  |  |  |  |  |  |  |  |
|        |        |       |        | Sat.1 & Kabel eins | Sat.1 & Kabel eins | Sat.1 & Kabel eins          | Sat.1 & Kabel eins          | Sat.1 & Kabel eins          | Sat.1 & Kabel eins | Sat.1 & Kabel eins | Sat.1 & Kabel eins |                          |                          |                          |                          |                          |                          |                          |                        |                        |                        |                        |                        |                        |                        |  |  |  |  |  |  |  |  |  |
|        |        |       |        |                    | ProSieben          | ProSieben                   | ProSieben                   | ProSieben                   | ProSieben          | ProSieben          | ProSieben          |                          |                          |                          |                          |                          |                          |                          |                        |                        |                        |                        |                        |                        |                        |  |  |  |  |  |  |  |  |  |
|        |        |       |        |                    |                    |                             |                             |                             |                    | sixx               |                    |                          |                          |                          |                          |                          |                          |                          |                        |                        |                        |                        |                        |                        |                        |  |  |  |  |  |  |  |  |  |
|        |        |       | BTV4U  |                    |                    |                             |                             |                             |                    |                    |                    |                          |                          |                          |                          |                          |                          |                          |                        |                        |                        |                        |                        |                        |                        |  |  |  |  |  |  |  |  |  |
|        |        |       |        |                    |                    | NICK, Comedy Central и VIVA | NICK, Comedy Central и VIVA | NICK, Comedy Central и VIVA |                    |                    |                    |                          |                          |                          |                          |                          |                          |                          |                        |                        |                        |                        |                        |                        |                        |  |  |  |  |  |  |  |  |  |
|        |        |       |        |                    |                    | Tele 5                      | Tele 5                      | Tele 5                      |                    |                    |                    |                          |                          |                          |                          |                          |                          |                          |                        |                        |                        |                        |                        |                        |                        |  |  |  |  |  |  |  |  |  |
|        |        |       |        |                    |                    | Das Vierte                  | Das Vierte                  | Das Vierte                  | Das Vierte         |                    |                    | Das Vierte               |                          |                          |                          |                          |                          |                          |                        |                        |                        |                        |                        |                        |                        |  |  |  |  |  |  |  |  |  |
|        |        |       |        |                    |                    | ATV                         | ATV                         | ATV                         | ATV                | ATV                |                    |                          |                          |                          |                          |                          |                          |                          |                        |                        |                        |                        |                        |                        |                        |  |  |  |  |  |  |  |  |  |
|        |        |       |        |                    |                    |                             | Austria 9                   | Austria 9                   | Austria 9          | Austria 9          |                    |                          |                          |                          |                          |                          |                          |                          |                        |                        |                        |                        |                        |                        |                        |  |  |  |  |  |  |  |  |  |
|        |        |       |        |                    |                    |                             | Star TV                     | Star TV                     | Star TV            | Star TV            |                    |                          |                          | Star TV                  |                          |                          |                          |                          |                        |                        |                        |                        |                        |                        |                        |  |  |  |  |  |  |  |  |  |
|        |        |       |        |                    |                    |                             |                             |                             |                    |                    |                    | FTL Deutschland          | FTL Deutschland          |                          |                          |                          |                          |                          |                        |                        |                        |                        |                        |                        |                        |  |  |  |  |  |  |  |  |  |
|        |        |       |        |                    |                    |                             |                             |                             |                    |                    |                    | Family TV                |                          |                          |                          |                          |                          |                          |                        |                        |                        |                        |                        |                        |                        |  |  |  |  |  |  |  |  |  |
|        |        |       |        |                    |                    |                             |                             |                             |                    |                    |                    |                          |                          | Hallo TV                 |                          |                          |                          |                          |                        |                        |                        |                        |                        |                        |                        |  |  |  |  |  |  |  |  |  |
|        |        |       | Sport1 | Sport1             | Sport1             | Sport1                      | Sport1                      | Sport1                      | Sport1             | Sport1             | Sport1             | Sport1                   | Sport1                   | Sport1                   | Sport1                   | Sport1                   | Sport1                   | Sport1                   | Sport1                 | Sport1                 | Sport1                 | Sport1                 |                        |                        |                        |  |  |  |  |  |  |  |  |  |
|        |        |       |        |                    |                    |                             |                             |                             |                    |                    |                    | Kohlecountdown, BB Radio | Kohlecountdown, BB Radio | Kohlecountdown, BB Radio | Kohlecountdown, BB Radio | Kohlecountdown, BB Radio | Kohlecountdown, BB Radio | Kohlecountdown, BB Radio |                        |                        |                        |                        |                        |                        |                        |  |  |  |  |  |  |  |  |  |
|        |        |       |        |                    |                    |                             |                             |                             |                    |                    |                    |                          | Folx TV                  | Folx TV                  | Folx TV                  | Folx TV                  | Folx TV                  | Folx TV                  |                        |                        | Folx TV                |                        |                        |                        |                        |  |  |  |  |  |  |  |  |  |
|        |        |       |        |                    |                    |                             |                             |                             |                    |                    |                    |                          |                          |                          | Turboquiz, Antenne MV    | Turboquiz, Antenne MV    | Turboquiz, Antenne MV    |                          |                        |                        |                        |                        |                        |                        |                        |  |  |  |  |  |  |  |  |  |
|        |        |       |        |                    |                    |                             |                             |                             |                    |                    |                    |                          |                          |                          |                          | Cashquiz, Radio Energy   | Cashquiz, Radio Energy   | Cashquiz, Radio Energy   | Cashquiz, Radio Energy | Cashquiz, Radio Energy | Cashquiz, Radio Energy | Cashquiz, Radio Energy | Cashquiz, Radio Energy | Cashquiz, Radio Energy | Cashquiz, Radio Energy |  |  |  |  |  |  |  |  |  |
|        |        |       |        |                    |                    |                             |                             |                             |                    |                    |                    |                          |                          |                          |                          |                          |                          | freenet shopping         | freenet shopping       |                        |                        |                        |                        |                        |                        |  |  |  |  |  |  |  |  |  |
|        |        |       |        |                    |                    |                             |                             |                             |                    |                    |                    |                          |                          |                          |                          |                          |                          |                          |                        | 4+                     |                        |                        |                        |                        |                        |  |  |  |  |  |  |  |  |  |
| ------ | ------ | ----- | ------ | ------------------ | ------------------ | --------------------------- | --------------------------- | --------------------------- | ------------------ | ------------------ | ------------------ | ------------------------ | ------------------------ | ------------------------ | ------------------------ | ------------------------ | ------------------------ | ------------------------ | ---------------------- | ---------------------- | ---------------------- | ---------------------- | ---------------------- | ---------------------- | ---------------------- |  |  |  |  |  |  |  |  |  |

 Каналы, на которых выходят сейчас интерактивные телевикторины
 Каналы, на которых ранее выходили интерактивные телевикторины

### Испания
Передачи подобного характера транслировались на испанских общенациональных телеканалах Antena 3, Cuatro, Telecinco, laSexta, Veo Televisión, Canal Club, Tienda en Veo и других, а также на каталонских телеканалах Canal Català и 8tv.

### Россия
Противники подобных шоу в российском телеэфире обвиняли организаторов интерактивных викторин в лице ООО «Дунайский ТВ Продакшн», ООО  «Колмид» и ООО «Активити» в мошенничестве. В прямом эфире неоднократно имели место случаи, когда зрители, возмущённые мошенничеством, дозванивались в эфир и вместо ответа высказывались грубо и крайне нецензурно в адрес ведущих и организаторов; иногда выяснялось, что передача выходила в записи и заявления о прямом эфире были фикцией. В 2010 году скандальная ситуация в России с подобными передачами стала объектом обсуждения в ток-шоу «Пусть говорят» («Call TV») в связи с тем, что ветеран войны Борис Дмитриевич Трофимов стал жертвой мошенничества со стороны одной такой передачи.
В итоге 24 марта 2010 года против организаторов шоу «Спортмания» на 7ТВ впервые было возбуждено уголовное дело по статье 159 УК РФ «Мошенничество», связанное с интерактивными телевикторинами: сотрудники УБЭП в рамках оперативно-следственных мероприятий совершили 37 звонков в эфир программы, но не дозвонились ни разу, списав крупную сумму денег. Авторов обвиняли формально в незаконном снятии средств в пользу третьих лиц — под этим подразумевались массовое списание денежных средств с мобильных телефонов зрителей за звонки и участие подставных сотрудников шоу, дававших заведомо неправильные ответы и оттягивавших выбор «победителя» до конца передачи. Производители передач комментировать случившееся отказались.

### Украина
В 2012 году Верховной Радой Украины был принят Закон «О телевидении и радиовещании», в статье 6 которого говорилось о программах и передачах с интерактивными конкурсами (т.е. играми и викторинами), участие в которых было платным — то есть участник должен был позвонить или отправить СМС (обратиться к оператору коммуникаций) для регистрации в качестве участника викторины, в которых разыгрывался материально-денежный приз. По этому закону в случае, если с пользователя снимались средства за соединение или телефонный разговор по цене, не соответствующей выбранному абонентом тарифному плану, или же за дополнительную услугу, не включённую в перечень, трансляция подобных передач на государственных телеканалах запрещалась законом. Под запрет не попали каналы с ограниченным доступом (то есть закодированные каналы), а также ряд передач: лотереи, творческие конкурсы, спортивные передачи, розыгрыши на бесплатной основе с рекламированием товара, конкурсы с бесплатным участием и розыгрышем материально-денежного приза и розыгрыши призов на бесплатной основе для развлекательных, благотворительных или познавательных целей. При этом, согласно статье 55 того же Закона на каналах с ограниченным доступом организаторов шоу обязали указывать информацию о стоимости звонка и о самом факте взимания платы (объявление занимает не менее 20% от экрана, каждые 5 минут на экране должно выводиться или сообщаться ведущим предупреждение о платном характере викторины), а также запрет на участие в викторине несовершеннолетним лицам.

### Франция
Во Франции первой телевикториной, которую можно было назвать интерактивной, стала местная национальная версия игры «Hugo» (в России известна как «Позвоните Кузе»), которую вела Карен Шериль с 1993 года на France 3. Подобные викторины называются télé-tirelire.